# Pediobius multisetis
Pediobius multisetis  (лат.) — вид паразитических наездников рода Pediobius из семейства Eulophidae (Chalcidoidea) отряда перепончатокрылые насекомые. Эндемик Западной Африки: Берег Слоновой Кости. Переднеспинка с шейкой, отграниченной килем (поперечным гребнем). Щит среднеспинки с развитыми изогнутыми парапсидальными бороздками. Ассоциированы с африканской масличной пальмой (Elaeis guineensis, Arecaceae; первичный хозяин неизвестен).